# Lenhardt Sámuel
Lenhardt Sámuel, névváltozat: Lehnhardt (Poprád, 1790. szeptember 25. – Pest, 1840 után) a 19. század első felének egyik legjelentősebb magyar réz- és acélmetszője, grafikusa.

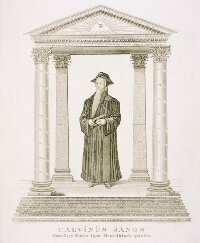
Kálvin János, Lehnhardt Sámuel metszete, 1840 körül

## Életpályája
Szülei Lenhard János és Lumczer Zsuzsanna. 1814—1816 között a bécsi képzőművészeti akadémián tanult, ahol az antik szobrászatot Lampl Jánostól, az anatómiát Fischer Mártontól, a rézmetszést egy Höfel nevű rézkarcolótól tanulta, akit akkoriban a bécsi hadügyi kormányzat a bécsújhelyi császári és királyi akadémián térképészként alkalmazott. Lehnhardt 1817-ben Pestre költözött, ahol a Hatvani utca 540. szám alatt, a Horváth-féle házban a II. udvar második emeletén rendezte be műtermét. Sikeres rézmetsző lehetett, mert az 1838-as pesti árvíz idején már két vagy több háza is volt Pesten, valószínűleg az Ősz utcában.
Műveinél inkább a karcoló, mint a pontozó módszert alkalmazta, mert ez minden tekintetben praktikusabb és gazdaságosabb volt; a lemezek tartósabbak és a sokszorosításra célszerűbbek. Lehnhardt metszett arcképeket, tájrajzokat, vedutákat, címképeket, úgynevezett devizeket, térképeket, műmellékleteket, sőt szépírási mintákat is a Tudományos Gyűjtemény 1827. évfolyama számára. A győri püspök, Schwarzenberg Ernő herceg nála rendelte meg egyházmegyéje térképét, amelyet Lehnhardt hét lapon és egy címképben készített el; de a püspök közbejött halála miatt a helytartótanács adta ki.
Az első, aki megrendelést tett nála, Dugonits András piarista tanár volt, akinek a Nevezetes hadi Vezérek című könyvéhez ő készítette az "egy római lovag" című metszetet, majd a Kis János superintendens Nevezetes Utazások című munkájához metszett három képet és Somogyi Gedeon magyar verselés módjáról készített könyvéhez a címlapot. A Ferenczy István szobrász által kiadott történeti arcképek csarnokát Lehnhardt és Perlasca metszették; de a vállalkozás félbemaradt.
Arcképei közül nevezetesek Spányik Glicér piarista szerzetes arcképe és három olyan, amely a Tudományos Gyűjtemény mellékleteként jelent meg. Ez a folyóirat 1832-ig állandóan foglalkoztatta Lehnhardtot. Ő metszette az 1822. évi kötettől a címlapra Magyarország címerét az égő fáklyát tartó nemtővel, miután már 1817-ben elkészítette a tiszai kérészt, saját rajza szerint, Báthory Zsigmond emlékpénzét és Fusz János, magyar zeneszerző emlékét, Zollner Lajos festő után; a következő évi folyam számára pedig a római régiségeket, Dévény várát A. R. után és Majláth György arcképét Donát János festményéről, Kaergling rajza szerint, végül gróf Festetics György arcképét. Lehnhardt készítette Szikszay György debreceni esperes arcképét is a Közönséges lelki áldozatok című könyve 1821-es, negyedik kiadásához, melyet fia, Szikszay József hajmáskéri lelkész adott ki Trattner János Tamás nyomdájánál (ez már a második rézkarc volt az esperesről, az elsőt Prixner Gottfried készítette 1803-ban).
A Tudományos Gyűjtemény 1823. évfolyama számára ő metszette Siklós várát, Strázsay János rajza után; Péczely József arcképét Kaergling után, és báró Fischer Ignác egri püspököt. Ugyancsak ezen folyóirat számára készültek az 1824. évben "a német lovagrend nagymestere és vitéze hajdan és most;" a következő évben pedig Berzeviczy Gergely híres nemzetgazdász és a Trattner János Tamás kiadó arcképe Kaergling után. Az 1828. évi Tudományos Gyűjtemény köteteiben vannak Szögyényi Zsigmond alkancellár és gróf Batthyány Ádám országbíró arcképei, melyek közül az előbbit hasonlóképen Kaergling készítette.
Foglalkoztatta még Lehnhardtot Mocsáry Antal, akinek a Nógrád vármegye négykötetes leírásához az összes illusztrációt ő készítette, jelesül a vármegye valamennyi várait, régi pecsétjeit és a gróf Forgách-család pecsétjét stb.
Annak a Hunyadi Mátyás szobornak az első rajza is a Lehnhardt műhelyéből került ki, amelyet Ferenczy István tervezett és a mely az ő letűnését okozta. A rajz a Honművészben jelent meg; kiadta Meller Simon is kisebb alakban.
Lehnhardt metszette a Vándor című irodalmi zsebkönyv részére 1833-ban gróf Batthyány Ádám országbíró és 1834-ben gróf Festetics György arcképeit, amelyek különböznek a Tudományos Gyűjtemény 1821. és 1828. évfolyamában megjelent képektől, mert ezek csak nyolcadrétűek, míg amazok 4° jelentek meg.
Rézre metszette Lehnhardt Sámuel "Budát, a XVII. században", Boutibon bécsi festő rajza után, amely kép Schams Beschreibung der königl. Freistadt Pesth című munkájában látott napvilágot 1830-ban. További metszetei jelentek meg az Aurora című zsebkönyvben.
1840-ben Pesten, a józsefvárosi Conti utcában lakott.